# Alexandre Napoleão da Costa Lopes
Alexandre Napoleão da Costa Lopes (Braga, 16 de Setembro de 1898 —?) foi um engenheiro e empresário português.

## Biografia
Nasceu em Braga, em 16 de Setembro de 1898, tendo-se diplomado em engenharia industrial.
Empregou-se na Companhia do Caminho de Ferro de Benguela em 15 de Março de 1934, como engenheiro adjunto, tendo sido promovido a subdirector em 1 de Janeiro de 1952. Foi homenageado pela companhia em finais de 1957, aquando da sua passagem à reforma.